# اوماها (تگزاس)
اوماها٬ تگزاس(به انگلیسی: Omaha, Texas) شهری در ایالت تگزاس از ایالات جنوبی ایالات متحده آمریکا است. در سرشماری سال ۲۰۰۰، جمعیت این شهر ۹۹۹ نفر اعلام شد.